# Real Betis Futsal
La sección de fútbol sala del Real Betis Balompié conocido como Real Betis Futsal, fue un equipo español de fútbol sala situado en Sevilla (España). Compitió por última vez en la Segunda División donde logró finalizar la temporada como líder.
El club es la sección de fútbol sala del Real Betis Balompié, y oficialmente se fundó en 1987 como Club Fútbol Sala Nazareno en la localidad de Dos Hermanas (Sevilla). Desde el 10 de junio de 2013 y durante 3 temporadas, el Real Betis Balompié se estableció como patrocinador principal de los equipos seniors cediendoles el escudo y los colores. El 20 de junio de 2016 el club integró al club nazareno como parte de la estructura verdiblanca.
En julio de 2025, el Real Betis anunció la disolución de la sección de fútbol sala.

## Historia
El Club Fútbol Sala Nazareno nace en el año 1987 como una exigencia a la categoría deportiva y humana de un grupo de jóvenes aficionados a este deporte que les llevan a practicarlo de forma organizada y en competición.
Desde entonces han pasado por sus filas algunos de los mejores jugadores del mundo, e internacionales con su selección como Pola, que actualmente milita en las filas de Inter Movistar, considerado el mejor equipo del mundo y es un fijo en la selección española; Jesulito de Triman Navarra; Kogure que fue elegido mejor jugador de Asia; Andy, internacional con Brasil; Adeilton, Jerry, Leo, Corsini; son algunos de la larga lista de jugadores que han dado brillo a la historia nazarena.
El Club F.S. Nazareno comienza militando en ligas provinciales hasta la temporada 92/93, en la que consigue proclamarse campeón 
y consigue el ascenso a la división Primera Nacional A (actual 2ªB). En 1.995/1.996 queda Campeón de la División de 1ª Nacional y logra el ascenso a la División de Plata del fútbol sala nacional. 
En la temporada 95/96 el equipo realiza una de sus mejores temporadas quedando campeón y logrando el 
ascenso a la División de Plata del fútbol sala nacional, donde nuestro club debuta y se mide a equipos de gran 
renombre internacional, juega por toda España consiguiendo mantener la categoría para la temporada 97/98. 
Por primera vez en la historia de este deporte, Dos Hermanas y Sevilla cuentan con un equipo en esta categoría.
En la temporada 98/99 vuelve el equipo a Nacional A de ámbito en Autonómico, juega la primera fase 
clasificándose para jugar la fase de ascenso a División de Plata. En la temporada 01/02 es cuando de nuevo 
el equipo se proclama campeón de la Primera Nacional (A) a falta de tres jornadas, ascendiendo a División de 
Plata. Se consolidan los distintos equipos del Club.
Más tarde, tras años de trabajo con la cantera, es en la temporada 2004/2005 cuando se consigue dar el salto de calidad. El Club posee 11 equipos, cada uno con sus respectivos técnicos titulados. El primer equipo es líder y de nuevo asciende a la División de Plata.  Los jugadores venidos desde Sevilla ha dado mucha calidad a la base que ya se poseía y da más confianza de futuro. La directiva se consolida con nuevas personas que dan más seguridad para acometer nuevos proyectos.
2005/2006 es una temporada de adaptación a la nueva y potente División de Plata, con equipos que cuentan con 
una plantilla de jugadores importantes que hacen más profesional la categoría. El equipo cuenta en sus filas con dos extranjeros que dan esa calidad suficiente para competir por no pasar apuros, y que se logra a falta de varias jornadas para terminar. Los escalafones inferiores se ya consolidados realizan logros importantes para el club, al tiempo que se planifica la temporada con monitores y entrenadores cualificados para poder sacar el máximo partido de la cantera.
La temporada 2006/2007 es en la que la cantera da sus frutos, obteniendo el equipo filial el ascenso a la 
Primera A, el equipo juvenil a la Liga Nacional y el primer equipo se proclama subcampeón de Andalucía. Una vez estructuradas las bases primordiales y consolidado el primer equipo, es el momento de empezar a estar bien 
respaldado para poder dar el salto a la División de Honor y que Andalucía cuente con un equipo en la llamada 
"Mejor Liga del Mundo" y en sucesivas ocasiones se rozó el reto.
En la temporada 2008/2009 el primer equipo se proclama campeón de Andalucía.
Ya en la temporada 2009/2010 llegó a la crisis económica a nuestro Club teniendo que descender nuestro 
primer equipo y desaparecer el filial una vez terminada la temporada. En la siguiente se sientan las bases para un nuevo renacer y en la presente, ya con nuevo equipo filial, tenemos en proyecto el retorno a la categoría de Plata. La última eliminatoria frente el O'Parrulo decidió el ascenso a la División de Plata de manera brillante y justa.
El club ha sabido gestionarse y organizarse para que la crisis económica que atraviesa nuestra sociedad no afecte a las estructuras del FS Nazareno. Gracias a ello, nuestra entidad ha ido consiguiendo nuevos logros, como ser campeón del Grupo V de Segunda División B, o disputar la Copa del Rey de fútbol sala, donde nos enfrentamos a Triman Navarra, conjunto de 1ª División. Además, en categorías inferiores, hemos sido campeones de Sevilla en varias categorías.

### Etapa verdiblanca
El 10 de junio de 2013, el Club Fútbol Sala Nazareno y el Real Betis Balompié alcanzan un acuerdo de colaboración por el cual el conjunto nazareno tomará el nombre y los colores del conjunto de la capital. En cumplimiento de las normativas de la LNFS y de la RFEF, el equipo pasará a llamarse Real Betis Balompié FSN.
La primera temporada (2013/14) con los colores verdiblancos en las pistas del Francisco de Dios Jiménez se saldó con la consecución del campeonato de Segunda División B (Grupo V). Tras la renuncia del Cidade de Narón, el conjunto nazareno consigue el ascenso a 2ª División. Sin embargo, el 11 de junio de 2014 el club hace pública su renuncia a la plaza lograda para competir en 2ª División y volverá a competir en 2ªB en la temporada 2014/15. 
Aun así, el Real Betis Balompié renueva su acuerdo de patrocinio con el equipo nazareno por una temporada más en unas condiciones similares a las anteriores e incluyendo como novedad el patrocinio al segundo equipo senior que esta misma temporada había conseguido el ascenso a Tercera División y el cual en la temporada 2014/15 competirá bajo el nombre de Real Betis Balompié FSN "B".
La temporada 2014/15 comienza con la consecución del Campeonato de Andalucía por segundo año consecutivo tras vencer por 9-3 al UD Coineña FS. En esta campaña, el equipo vuelve a disputar la Copa del Rey realizando un muy buen papel al conseguir eliminar a equipos de Primera División tales como Jaén Fútbol Sala (en 1/16 de final) o Levante UD DM (en 1/8 de final). Los 1/4 de final se disputaron en el Pabellón Municipal de San Pablo (Sevilla) debido a su mayor capacidad. El partido finalizó 2-9 para ElPozo Murcia. La temporada concluyó con la proclamación del equipo como Campeón de Segunda División B del Grupo V. El sorteo para el PlayOff de ascenso a Segunda División dio como rival al CD Rivas 95 FS al cual derrotó en su visita a la localidad de Rivas-Vaciamadrid por 3-5 y por 4-3 en la vuelta. 
El 9 de junio de 2015, el conjunto nazareno realiza su inscripción en la Liga Nacional de Fútbol Sala como nuevo equipo de la Segunda División.
En la temporada 2019-2020 consigue el ascenso a la Primera División por primera vez en su historia al acabar primero en Segunda División tras darse por terminada anticipadamente por la RFEF a causa de la pandemia del COVID-19.
En la temporada 2023-2024, descendieron a la segunda división, además de ser campeones de la copa del rey.
En la temporada 2024-2025 consigue el ascenso matemático a la Primera División, faltando una jornada por disputar.
Justo unos pocos meses antes de la temporada, el club matriz anunció oficialmente que el club de fútbol sala se disolvería por poca viabilidad económica.

## Trayectoria

### Club Fútbol Sala Nazareno
| Temporada | División             | Puesto |
| --------- | -------------------- | ------ |
| 1987-88   | Regional             |        |
| 1988-89   | Regional             |        |
| 1989-90   | Regional             |        |
| 1990-91   | Regional             |        |
| 1991-92   | Regional             |        |
| 1992-93   | Regional             | 1º     |
| 1993-94   | Primera Nacional "A" |        |
| 1994-95   | Primera Nacional "A" |        |
| 1995-96   | Primera Nacional "A" | 1º     |
| 1996-97   | División de Plata    | 11º    |
| 1997-98   | División de Plata    | 12º    |
| 1998-99   | División de Plata    | 15º    |
| 1999-00   | Primera Nacional "A" |        |

| Temporada | División             | Puesto | Copa del Rey  |
| --------- | -------------------- | ------ | ------------- |
| 2000-01   | Primera Nacional "A" |        |               |
| 2001-02   | Primera Nacional "A" | 1º     |               |
| 2002-03   | División de Plata    | 14º    |               |
| 2003-04   | Primera Nacional "A" |        |               |
| 2004-05   | Primera Nacional "A" | 1º     |               |
| 2005-06   | División de Plata    | 12º    |               |
| 2006-07   | División de Plata    | 4º     |               |
| 2007-08   | División de Plata    | 9º     |               |
| 2008-09   | División de Plata    | 8º     |               |
| 2009-10   | División de Plata    | 15º    |               |
| 2010-11   | Primera Nacional "A" | 4º     | -             |
| 2011-12   | Segunda División B   | 2º     | -             |
| 2012-13   | Segunda División B   | 1º     | 1/16 de Final |